# Oxo Tower

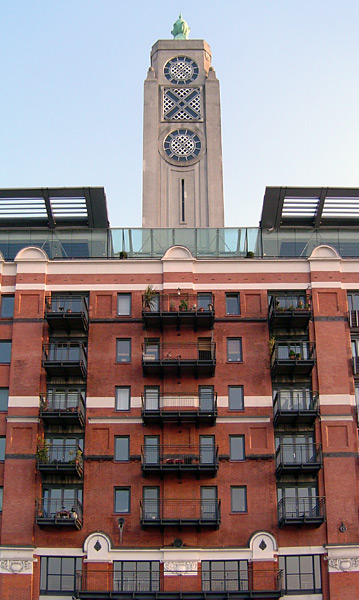
OXO Tower, Londra

L'Oxo Tower è un edificio dal quale si eleva una torre situato a Londra, sulla riva sud del Tamigi. L'edificio ha un uso misto. Al suo interno vi sono la Oxo Tower Wharf, la quale ospita una serie di negozi di design, arte ed artigianato e due gallerie, la Bargehouse e la Gallery@Oxo. L'OXO Tower Restaurant, Bar e Brasserie si trova all'ottavo piano. Oltre a ciò, l'ottavo piano ospita anche una galleria panoramica aperta al pubblico. Dal terzo al settimo piano sono situati 78 appartamenti di proprietà di Redwood Housing. Il secondo piano può essere affittato per eventi e matrimoni.